# گیولو
گیولو (به لاتین: Giolou) یک روستا در قبرس است که در ناحیه پافوس واقع شده‌است.

## خصوصیات
گیولو  ۷۳۷ نفر جمعیت دارد.